# Onthophagus falsus
Onthophagus falsus là một loài bọ cánh cứng trong họ Bọ hung (Scarabaeidae).